# Eugenia ulei
Eugenia ulei är en myrtenväxtart som först beskrevs av Friedrich Ludwig Diels, och fick sitt nu gällande namn av Mcvaugh. Eugenia ulei ingår i släktet Eugenia och familjen myrtenväxter.
Artens utbredningsområde är Peru. Inga underarter finns listade i Catalogue of Life.